# Volosovsky (huyện của Leningrad)
Huyện Volosovsky (tiếng Nga: ? райо́н) là một huyện hành chính tự quản (raion), của Tỉnh Leningrad, Nga. Huyện có diện tích 2711 kilômét vuông, dân số thời điểm ngày 1 tháng 1 năm 2000 là 47500 người. Trung tâm của huyện đóng ở Volosovo.